# Абето
Абето (итал. Abeto) је насеље у Италији у округу Перуђа, региону Умбрија.
Према процени из 2011. у насељу је живело 23 становника. Насеље се налази на надморској висини од 973 м.